# Santo Tomas (Pampanga)
Santo Tomas (Bayan ng Santo Tomas) är en kommun i Filippinerna. Kommunen ligger på ön Luzon, och tillhör provinsen Pampanga. Folkmängden uppgår till 32 695 invånare.
Santo Tomas är indelat i 8 barangayer.